# Cumulusfjellet
Cumulusfjellet är ett berg i Antarktis. Det ligger i Östantarktis. Norge gör anspråk på området. Toppen på Cumulusfjellet är 2 333 meter över havet, eller 535 meter över den omgivande terrängen. Bredden vid basen är 3,3 km.
Terrängen runt Cumulusfjellet är varierad. Trakten är obefolkad. Det finns inga samhällen i närheten.